# Ярно Йокінен
Ярно Йокінен (фін. Jarno Jokinen, нар. 21 березня 1973, Вантаа, Фінляндія) — відомий фінський стронгмен. Найвище досягнення — перемога у змаганні за звання Найсильнішої Людини Фінляндії 2011.

## Власні скутки
- Присідання — 340 кг
- Вивага лежачи — 200 кг
- Мертве зведення — 330 кг